# Fenicia (azienda)
Fenicia è un'azienda di abbigliamento italiana fondata nel 1931 e operante nel settore delle camicie con i brand Camicissima e Nara Camicie.
L’azienda è presente, oltre che in Italia, in oltre venti Paesi: Cina, Emirati Arabi, Libano, Grecia, Germania, Giappone, Svizzera, Panama, Reunion, Kazakistan, Gibuti, Caraibi, Georgia, Arabia Saudita, Turchia, Venezuela, Iran e Israele ed ha in previsione di continuare la propria espansione a livello internazionale.

## Storia
Le origini della società risalgono al 1931 quando Giovanni Candido (1908-1991) apre a Palermo un laboratorio artigianale con il nome di "CC". Nel dopoguerra, con un ingente investimento di capitali propri e grazie al Piano Marshall, viene rilanciata l'attività.
Nel corso degli anni sessanta entra in azienda, con Gaspare Candido, la seconda generazione della famiglia.
Nel 1955 avviene il passaggio da azienda artigianale a industriale.

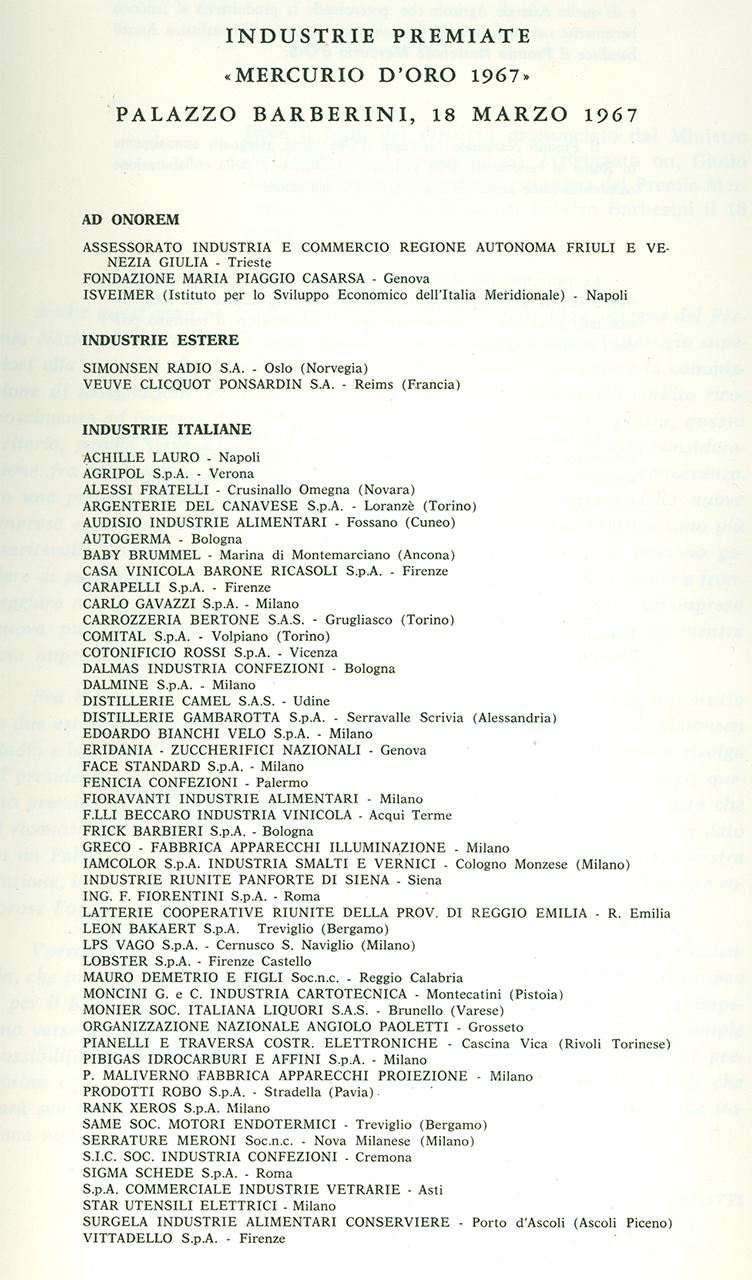
Premio Mercurio D'Oro - 1967

Negli anni Ottanta l'azienda, in cui già lavorano gli esponenti della terza generazione, i fratelli Sergio e Fabio Candido, ottiene la licenza dei marchi: Krizia Uomo, Christian Dior, Pierre Balmain e Pierre Cardin.

### Da Palermo a Milano
Nel 2008 Fenicia sposta la sua sede a Milano e nel 2009 inaugura un negozio a New York.
Nel novembre 2016 si verifica l’ingresso in Elite, un programma di Borsa Italiana di crescita delle aziende.

### Il polo delle camicie
Nel giugno 2021 Fenicia acquisisce Nara Camicie, un marchio storico nato nel 1984, di proprietà delle famiglie Annaratone e Gaggino e dello stilista Mario Pellegrino. Nasce il polo delle camicie.

## Riconoscimenti
Fenicia riceve nel 1967 il Premio Mercurio d'Oro, assegnato alle industrie benemerite dello sviluppo produttivo e della collaborazione economica.
Nel 1974 Fenicia viene premiata con il Premio Qualità Sicilia.